# Daniel Blomgren
Per Daniel Blomgren (Ulricehamn, 23 agosto 1982) è un ex calciatore svedese, di ruolo difensore.

## Carriera

### Club
Blomgren iniziò la carriera con la maglia dell'Ulricehamn, per passare poi al GAIS. Con questa squadra debuttò nell'Allsvenskan il 1º aprile 2006, quando fu titolare nel 2-0 inflitto allo Örgryte. Il 22 ottobre dello stesso anno, segnò la prima rete nella massima divisione svedese, nel pareggio per 1-1 contro l'Öster.
L'anno seguente si trasferì ai norvegesi del Bodø/Glimt. Esordì in Adeccoligaen il 15 aprile 2007, subentrando a Stian Theting nella vittoria per 8-1 sul Mandalskameratene. Nel 2009 tornò in patria, per giocare nel Sirius.